# Drosera aliciae
Drosera aliciae ist eine fleischfressende Pflanze aus der Gattung Sonnentau (Drosera).

## Beschreibung

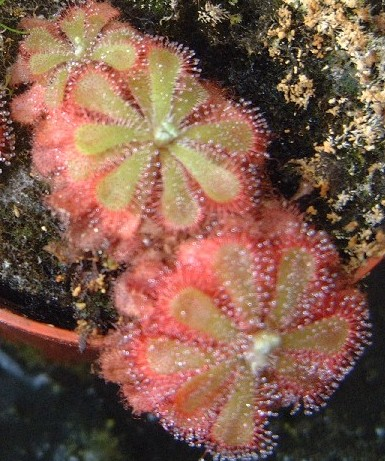
Drosera aliciae, Habitus

Drosera aliciae hat eine kompakte, bodenständige, dichte Rosette und misst etwa 5 bis 6 cm im Durchmesser. Im Alter bildet die Pflanze einen Stamm, aus dem seitlich weitere Rosetten austreiben können. Die Pflanzen besitzen eine einzelne, erst in der unteren Hälfte schwach verzweigte, bis zu 10 cm lange Pfahlwurzel.

### Blätter
Die rund 30 ungestielten Blätter sind bis zu 1,2 cm breit und (gestreckt) bis 3 cm lang und 7 mm breit und auf ihrer Unterseite behaart. Die Blätter einer Pflanze sind von sehr regelmäßig gleicher Größe, Form und Farbe.
Bei stärkerem Sonnenlicht färben sich die Blätter rasch tief rot ein, was vermutlich ihre Attraktivität für Beute erhöhen soll. Die Nebenblätter sind eiförmig, bis zu 5 Millimeter lang und dreigeteilt.

### Blüten und Früchte
Drosera aliciae blüht in der Zeit von Dezember bis Januar. Der aufrechte Blütenstand kann 15 bis 40 cm hoch werden, an seinem Ende befinden sich zwei bis zwölf in einem einseitigen Wickel angeordnete, nur je einen Tag geöffnete, autogame Einzelblüten. Die Blütenstiele sind bis zu 8 mm, die breit-eiförmigen Kelchblätter bis 5 mm lang. Die violetten, breitlichen, umgekehrt-eiförmigen Kronblätterer sind bis zu 10 mm lang, die Staubblätter sind abgeflacht. Der Griffel ist bereits von der Basis an zwei- oder dreifach geteilt, die Narbe ist an ihrem Endpunkt verbreitert.
Die Kapselfrüchte sind eiförmig und enthalten zahlreiche feine, länglich spindelförmige Samen, deren Schale sich zu beiden Enden hin verlängert und zwischen 0,5 und 0,6 mm lang und maximal 0,1 mm breit ist.

### Chromosomenzahl
Die Chromosomenzahl beträgt 2n = 40 oder 80.

## Verbreitung
Drosera aliciae ist beheimatet vom Südwesten bis zum Osten Südafrikas, sie ist ein Florenelement der Capensis. Sie schätzt vollsonnige, nasse Standorte mit sandigen Böden, findet sich aber auch auf Torf.

## Systematik
Die Art ist eng verwandt mit einigen anderen Arten, denen sie deutlich ähnelt, so zum Beispiel Drosera slackii, Drosera dielsiana, Drosera esterhuysenae und Drosera natalensis.

## Verwendung
Die einfache Vermehrung und anspruchslose Kultur macht Drosera aliciae als Zierpflanze zum kommerziell wohl bedeutendsten Sonnentau neben dem Kap-Sonnentau.